# ساليرنو كانفيز
بلدية ساليرنو كانفيز، تقع في مدينة تورينو الحضارية بمنطقة بيدمونت الايطالية، وتقع على بعد حوالي 45 كيلومتر (28 ميل) شمال تورينو.
تقع ساليرانو كانافيزي على حدود البلديات التالية: افريا وفيورانو كانافيزي
وبانشيت وسامون وولورينز.